# ATAC (jeu vidéo)
ATAC est un jeu vidéo de simulation de vol de combat développé par Argonaut Games et publié par MicroProse en 1992 sur IBM PC et Amiga. Le jeu se déroule dans un futur proche dans lequel le joueur est aux commandes d’une unité spéciale destinée à la lutte contre le trafic de drogue entre les États-Unis et la Colombie. Pour cela, le joueur dispose de 250 agents, de huit des meilleurs pilotes du monde et d’une base secrète à la frontière de la Colombie, où il dispose d’avions F-22 et d’hélicoptères AH-64A. Le joueur pilote directement ses avions, mais doit également gérer son unité spéciale dans sa lutte contre les cartels colombiens.

## Accueil
| ATAC     |      |       |
| Média    | Pays | Notes |
| Gen4     | FR   | 79 %  |
| Joystick | FR   | 89 %  |
| Tilt     | FR   | 16/20 |